# Harari jezik
Harari jezik (hararski; adare, adarinnya, adere, aderinya, gey sinan, hararri; ISO 639-3: har), jezik Harara, malenog naroda u istočnoj Etiopiji. Govori ga oko 21 300 ljudi (po pipisu iz 1994.), od čega je samo 2 351 monolingualnih. 21 757 etničkih (1994 popis). Većina živi u Addis Ababi (20 000) ostali u gradu Harar što se nalazi na uzvisini od 1885 metara nad morem.
Jezik pripada južnoetiopskoj skupini, podskupina harari-istočni gurage. Pismo: etiopsko.

## Vanjske poveznice
- Ethnologue (14th)
- Ethnologue (15th)